# Third Eye Blind
Third Eye Blind is een Amerikaanse rock, alternatieve rock & postgrunge band, opgericht in 1993.

## Bezetting

### Huidige leden
- Stephan Jenkins - gitaar & zang (1993 - heden)
- Brad Hargreaves - drums & percussie (1995 - heden)
- Kryz Reid - gitaar & achtergrond zang (2010 - heden)
- Alex LeCavalier - basgitaar (2012 - heden)
- Colin CreeV - gitaar & toetsen (2019 - heden)

### Voormalige leden
- Kevin Cadogan - gitaar, autoharp, toetsen, & achtergrond zang (1993 - 2000)
- Jason Slater - basgitaar & achtergrond zang (1993 - 1994)
- Adrian Burley - drums & percussie (1993 - 1994)
- Michael Urbano - drums & percussie (1994 - 1995)
- Arion Salazar - basgitaar, gitaar, piano & achtergrond zang (1994 - 2006)
- Steve Bowman - drums & percussie (1994)
- Tim Wright  - drums & percussie (1994)
- Tony Fredianelli - gitaar, toetsen & achtergrond zang (2000 - 2010)
- Alex Kopp - gitaar, piano & toetsen (2011 - 2019)

## Discografie

### Albums
Tussen haakjes totaal aantal weken in de lijst
| Titel                          | Jaar | Charts           | Charts          | Charts           | Opmerkingen                             |
| Titel                          | Jaar | NL Album Top 100 | VL Ultratop 200 | VS Billboard 200 | Opmerkingen                             |
| ------------------------------ | ---- | ---------------- | --------------- | ---------------- | --------------------------------------- |
| Third Eye Blind                | 1997 | -                | -               | 25 (106wk)       | VS: 6× Platina / CA: Platina / NZ: Goud |
| Blue                           | 1999 | -                | -               | 40 (53wk)        | VS: Platina                             |
| Out of the Vein                | 2003 | -                | -               | 12 (9wk)         | -                                       |
| A Collection                   | 2006 | -                | -               | 103 (3wk)        | Verzamelalbum                           |
| White Trash Hell               | 2009 | -                | -               | 3 (7wk)          | -                                       |
| The Third Eye Blind Collection | 2013 | -                | -               | -                | Verzamelalbum                           |
| Dopamine                       | 2015 | -                | -               | 13 (2wk)         | -                                       |
| Screamer                       | 2019 | -                | -               | -                | -                                       |

### Ep's
Tussen haakjes totaal aantal weken in de lijst
| Titel                 | Jaar | Charts           | Charts          | Charts           | Opmerkingen |
| Titel                 | Jaar | NL Album Top 100 | VL Ultratop 200 | VS Billboard 200 | Opmerkingen |
| --------------------- | ---- | ---------------- | --------------- | ---------------- | ----------- |
| Red Star              | 2008 | -                | -               | -                | -           |
| We Are Drugs          | 2016 | -                | -               | 175 (1wk)        | -           |
| Thanks for Everything | 2018 | -                | -               | -                | -           |

### Singles
Tussen haakjes totaal aantal weken in de lijst
| Titel                    | Jaar | Charts    | Charts            | Charts         | VS Billboard Charts | VS Billboard Charts | VS Billboard Charts | VS Billboard Charts    | VS Billboard Charts | Opmerkingen         |
| Titel                    | Jaar | NL Top 40 | NL Single Top 100 | VL Ultratop 50 | Hot 100             | Adult Pop Songs     | Alternative Songs   | Mainstream Rock Tracks | Pop Songs           | Opmerkingen         |
| ------------------------ | ---- | --------- | ----------------- | -------------- | ------------------- | ------------------- | ------------------- | ---------------------- | ------------------- | ------------------- |
| Semi-Charmed Life        | 1997 | -         | -                 | -              | 4 (43wk)            | 3 (46wk)            | 1 (5wk) (31wk)      | 26 (13wk)              | 1 (6wk) (36wk)      | VS: Goud / AU: Goud |
| Graduate                 | 1997 | -         | -                 | -              | -                   | -                   | 14 (16wk)           | 26 (10wk)              | -                   | -                   |
| How's It Going to Be     | 1997 | -         | -                 | -              | 9 (52wk)            | 5 (38wk)            | 5 (26wk)            | -                      | 14 (27wk)           | -                   |
| Losing a Whole Year      | 1998 | -         | -                 | -              | -                   | -                   | 13 (14wk)           | 36 (3wk)               | -                   | -                   |
| Jumper                   | 1998 | -         | -                 | -              | 5 (20wk)            | 5 (42wk)            | 9 (26wk)            | -                      | 2 (31wk)            | -                   |
| Anything                 | 1999 | -         | -                 | -              | -                   | -                   | 11 (8wk)            | 35 (6wk)               | -                   | -                   |
| Never Let You Go         | 2000 | -         | -                 | -              | 14 (22wk)           | 3 (40wk)            | 4 (21wk)            | -                      | 5 (26wk)            | -                   |
| 10 Days Late             | 2000 | -         | -                 | -              | -                   | -                   | 21 (10wk)           | -                      | -                   | -                   |
| Deep Inside of You       | 2000 | -         | -                 | -              | 69 (12wk)           | 18 (26wk)           | 39 (2wk)            | -                      | 26 (12wk)           | -                   |
| Blinded (When I See You) | 2003 | -         | -                 | -              | -                   | 17 (15wk)           | 35 (5wk)            | -                      | 34 (6wk)            | -                   |
| Crystal Baller           | 2003 | -         | -                 | -              | -                   | -                   | -                   | -                      | -                   | -                   |
| Non-Dairy Creamer        | 2008 | -         | -                 | -              | -                   | -                   | -                   | -                      | -                   | -                   |
| Don't Believe a Word     | 2009 | -         | -                 | -              | -                   | -                   | -                   | -                      | -                   | -                   |
| Bonfire                  | 2009 | -         | -                 | -              | -                   | -                   | -                   | -                      | -                   | -                   |
| If There Ever Was a Time | 2011 | -         | -                 | -              | -                   | -                   | -                   | -                      | -                   | -                   |
| Everything Is Easy       | 2015 | -         | -                 | -              | -                   | 39 (2wk)            | -                   | -                      | -                   | -                   |
| Get Me Out of Here       | 2015 | -         | -                 | -              | -                   | -                   | -                   | -                      | -                   | -                   |
| Cop vs. Phone Girl       | 2016 | -         | -                 | -              | -                   | -                   | -                   | -                      | -                   | -                   |